# Municipio de Martin (Minnesota)
El municipio de Martin (en inglés: Martin Township) es un municipio ubicado en el condado de Rock en el estado estadounidense de Minnesota. En el año 2010 tenía una población de 382 habitantes y una densidad poblacional de 3,07 personas por km².

## Geografía
El municipio de Martin se encuentra ubicado en las coordenadas 43°33′4″N 96°22′55″O / 43.55111, -96.38194. Según la Oficina del Censo de los Estados Unidos, el municipio tiene una superficie total de 124.44 km², de la cual 124,43 km² corresponden a tierra firme y (0,01 %) 0,02 km² es agua.

## Demografía
Según el censo de 2010, había 382 personas residiendo en el municipio de Martin. La densidad de población era de 3,07 hab./km². De los 382 habitantes, el municipio de Martin estaba compuesto por el 98,69 % blancos, el 0,26 % eran afroamericanos, el 1,05 % eran de otras razas. Del total de la población el 1,31 % eran hispanos o latinos de cualquier raza.